# Hohenlohe-Ingelfingen
Hohenlohe-Ingelfingen fue un condado alemán de la Casa de Hohenlohe, situado en el noreste de Baden-Wurtemberg, Alemania, en torno a Ingelfingen. Hohenlohe-Ingelfingen surgió como una rama cadete de Hohenlohe-Langenburg. Fue elevado de condado a principado en 1764, y fue mediatizado a Wurtemberg en 1806.

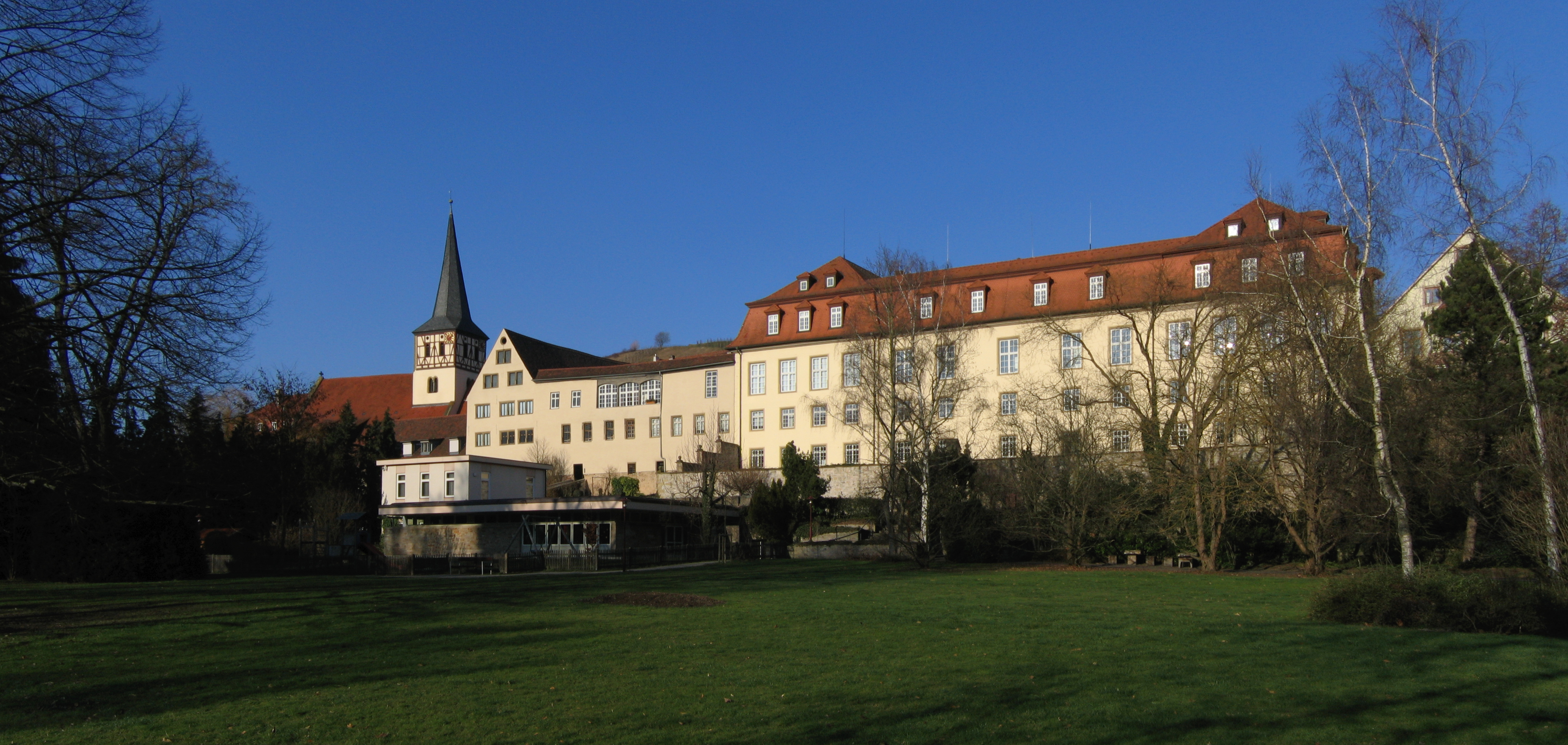
Castillo de Ingelfingen.

## Condes de Hohenlohe-Ingelfingen (1701-1764)
- Cristián Kraft, Conde de Hohenlohe-Langenburg, desde 1701 hasta 1743.
- Felipe Enrique (fallecido en 1781), Conde desde 1743 hasta 1764.

## Príncipes de Hohenlohe-Ingelfingen (1764-1806)
- Felipe Enrique (f. 1781), príncipe desde 1764 hasta 1781.
- Enrique Augusto (f. 1796), príncipe desde 1781 hasta 1796.
- Federico Luis (1746-1818), príncipe desde 1796 hasta 1806,[1] renunció en favor de su hijo:
  - Adolfo Carlos Federico Luis (1797-1873) quien sostuvo el título por menos de un año antes de que el principado fuera mediatizado bajo soberanía de Wurtemberg.[1]

## Post-mediatización
- Federico Carlos Guillermo, príncipe de Hohenlohe-Ingelfingen (1752-1814).